# Vombisidris harpeza
Vombisidris harpeza är en myrart som beskrevs av Bolton 1991. Vombisidris harpeza ingår i släktet Vombisidris och familjen myror. Inga underarter finns listade i Catalogue of Life.